# Achyranthes fasciculata
Achyranthes fasciculata là loài thực vật có hoa thuộc họ Dền. Loài này được (Suess.) C.C.Towns. mô tả khoa học đầu tiên năm 1980.